# Смирновка (Хабаровський район)
Смирно́вка (рос. Смирновка) — село у складі Хабаровського району Хабаровського краю, Росія. Входить до складу Галкинського сільського поселення.

## Населення
Населення — 142 особи (2010; 146 у 2002).
Національний склад (станом на 2002 рік):
- росіяни — 78 %